# Fernán Caballero
Cecilia Böhl de Faber y Ruiz de Larrea (Morges, Cantón de Vaud, Suiza, 25 de diciembre de 1796-Sevilla, España, 7 de abril de 1877) fue una escritora y folclorista española, conocida por el seudónimo de Fernán Caballero. Cultivó un pintoresquismo de carácter costumbrista y su obra se distingue por la defensa de las virtudes tradicionales, la monarquía y el catolicismo. Su pensamiento se inscribe dentro del regeneracionismo católico de la época, influido por las ideas de su padre, el hispanófilo alemán Juan Nicolás Böhl de Faber, introductor en España del romanticismo historicista alemán de Herder y los hermanos August y Friedrich Schlegel.

## Biografía

### Infancia
Cecilia Francisca Josefa Böhl und Lütkens y Ruiz de Larrea nació el 25 de diciembre de 1796 en Morges (Suiza). Era hija del cónsul alemán Juan Nicolás Böhl und Lütkens (luego Böhl de Faber), hombre de negocios que dirigía junto a su hermano Amadeo los intereses comerciales de la casa Böhl Hermanos, fundada en Cádiz por su fallecido padre, conocido miembro de la burguesía hamburguesa, y de Francisca Javiera Ruiz de Larrea y Aheran Moloney, llamada por sus amigos y familiares “Doña Frasquita Larrea", de padre español y madre irlandesa. Su padre, cónsul hanseático en Cádiz, fue uno de los impulsores del Romanticismo en España a la vez que un gran defensor del teatro del Siglo de Oro y del romancero castellano. Su madre organizaba una tertulia de «serviles», donde se defendían los valores del Antiguo Régimen. Se casaron el 1 de febrero de 1796 en una ceremonia católica, aunque su padre, de familia protestante, no se convertiría al catolicismo hasta 1813, lo que no impidió que educase a sus hijos en esa fe. Tras una breve estancia en Alemania visitando a su abuela paterna, sus padres regresaron a España en 1797, donde nacieron los tres hermanos de Cecilia: Aurora (1800), Juan Jacobo (1801) y Ángela (1803).
Tras el fallecimiento de su tío Amadeo, que era quien llevaba principalmente los negocios, y por la inestabilidad de la Europa napoleónica, en 1805 los padres realizaron su segundo viaje a Alemania, junto a Cecilia y su hermano Juan Jacobo, mientras que las dos hermanas pequeñas quedaban al cuidado de su abuela materna. El padrastro de su padre, Martin Jak. Faber, le adoptó legalmente en 1806, para que llevase su apellido, cambiando también el de la autora y sus hermanos. Sin embargo su madre no logró adaptarse a Alemania y se desvelan las primeras desavenencias conyugales. Finalmente la madre de Cecilia volvió a España, por lo que atravesó sola la trágica experiencia de la Guerra de la Independencia con las dos hermanas pequeñas de la autora en su casa de Chiclana de la Frontera.
Durante esos años Cecilia vivió en Alemania, en Hamburgo, en un pensionado regentado por una dama francesa, donde adquiriría su educación a la "antigua usanza", de catolicismo profundo, hasta que tras la visita de su madre en 1812 logró convencer a su padre, y la familia se reúne en la ciudad de Cádiz en 1813, cuando Cecilia tenía ya diecisiete años, y tras siete años de separación.

### Matrimonios, viudedad y muerte
Contrajo matrimonio el 30 de marzo de 1816 con un capitán de infantería, Antonio Planells y Bardají. La pareja se mudó a Puerto Rico, ya que su esposo había sido destinado a dicha plaza, pero ese matrimonio duraría poco por el fallecimiento del marido; este hecho conmocionó a la joven Cecilia, que fue acogida en casa del Capitán General mientras se recuperaba de su depresión y pudo volver a España el 28 de junio de 1818. Después se trasladó a Hamburgo, la ciudad natal de su padre, donde vivió con su abuela.
Algunos años más tarde se mudó nuevamente a El Puerto de Santa María, donde conoció a Francisco de Paula Ruiz del Arco, marqués de Arco Hermoso y oficial del Cuerpo de Guardias Españolas, quien era el mayorazgo de una rica e influyente familia sevillana, emparentada con gran parte de la nobleza andaluza. El 26 de marzo de 1822 contrajo segundas nupcias con él en Sevilla; allí sostenía con su marido una tertulia en su palacio, a la que acudían representantes de la alta sociedad y personalidades extranjeras como Washington Irving (con quien mantuvo correspondencia desde 1828 y al que ayudó en algunas de sus obras), el historiador del arte William Stirling y el barón Taylor, que sería el modelo del “barón de Maudes” en la tertulia de la marquesa de Algar en La Gaviota. Tras la invasión de los "Cien mil hijos de san Luis" (1823) se trasladaron a vivir al Puerto por las simpatías liberales del marqués; pasaban asimismo mucho tiempo en una finca que el marqués poseía en Dos Hermanas, "La Palma", donde quedó impresionada por el folclore andaluz y empezó a recoger coplas, cuentecillos y refranes. En mayo de 1835 enviudó nuevamente.
En marzo de 1836, Cecilia viaja a Inglaterra con su hermana; durante su estancia en Londres se encuentra con un joven aristócrata inglés, Federico Cuthbert, al que había conocido en España y con quien mantiene un idilio secreto. Debido a su viaje no podrá estar presente en la muerte de su padre el 9 de noviembre de 1836. Volvió a Sevilla por las malas relaciones que tendría con su madre.
Poco tiempo después conoció a Antonio Arrom y Morales de Ayala, con quien contrajo matrimonio en 17 de agosto de 1837, rondeño de salud delicada y dieciocho años más joven que Cecilia. Este matrimonio sería muy especial, ya que en la vida de Fernán Caballero significó su definitivo encuentro con la imprenta, con lo que todo el material que había ido recopilando a lo largo de su vida, entre las largas ausencias de su marido y las circunstancias económicas en que vivía, salió a la luz. Este matrimonio también le atrajo las críticas de los Arco-Hermoso y de la buena sociedad sevillana. El matrimonio se arruinó económicamente, pese a que es en esta época cuando se publica La Gaviota (1849), La familia de Alvareda (1849) y Clemencia (1852). Sin embargo, el fracaso de esta última le haría reconsiderar la publicación de su obra, en la que mostraba una actitud intransigente y antiliberal; de hecho, Hartzenbusch, liberal moderado, no quiso que se la dedicara, y ella nunca se repuso de este fracaso. En torno a 1852 se desveló quién era Fernán Caballero, hecho que hizo que se propusiera como personalidad pública con un proyecto político radical. Este fracaso repercutiría en el resto de su vida. Su marido enfermó de tisis y los graves problemas económicos hicieron que él se suicidara en 1859.

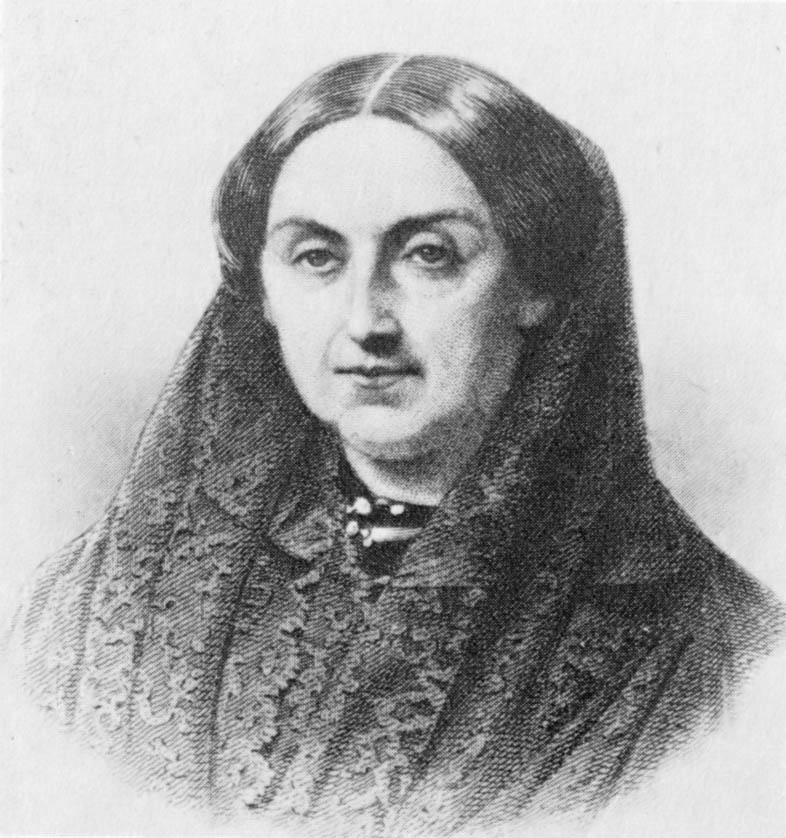
Cecilia Böhl de Faber y Larrea

Nuevamente viuda, quedó así la escritora en la pobreza. Los duques de Montpensier y la reina Isabel II la protegieron y le brindaron una vivienda en el Patio de Banderas del Alcázar de Sevilla, pero la revolución de 1868 la obligó a mudarse debido a que las casas fueron puestas en venta, aunque pudo salvar de la destrucción el retablo que allí se custodiaba. Contraria a los desórdenes del Sexenio Revolucionario, se alegró por la restauración de la monarquía en 1874, pero se opuso a la tolerancia de cultos consagrada por la Constitución de 1874 y, a pesar de su edad y achaques, realizó escritos a favor de la unidad católica de España.

Falleció en Sevilla el 7 de abril de 1877 a las 10 de la mañana, a los ochenta y un años de edad, de disentería, según el certificado de defunción.

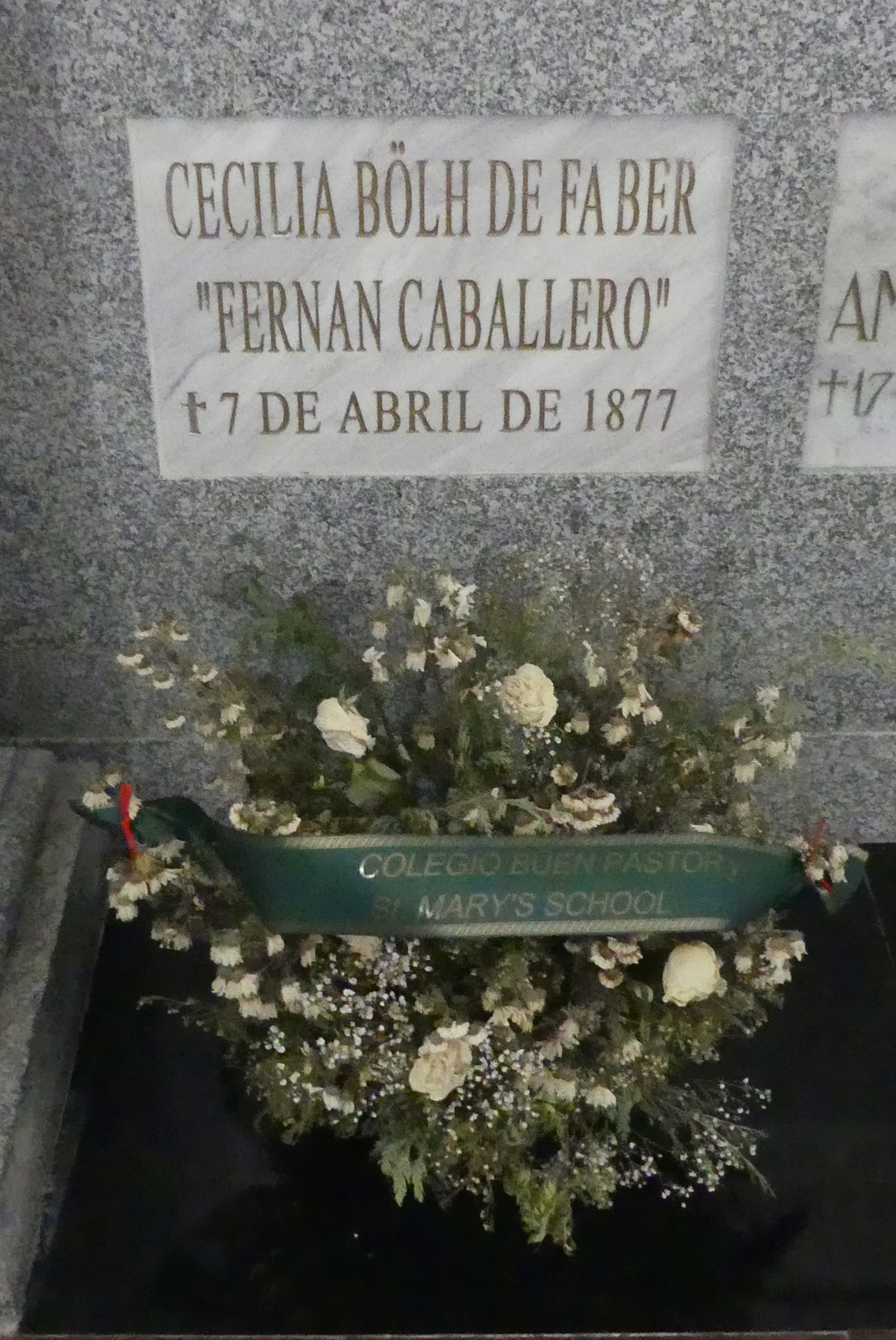
Tumba de Cecilia Bölh [sic] de Faber. Panteón de Sevillanos Ilustres.

Fue un personaje contradictorio ya que, aunque rechazaba la política, escribió varias novelas tomando una clara postura política antiliberal, que rechazaba la idea de las mujeres emancipadas; asimismo, fue una escritora ambiciosa que redactó gran parte de su obra en francés, alguna en alemán y bastantes en español. Quiso crear una nueva forma de novelar en España; siendo de una severa moral, el tema principal en varias novelas era el adulterio, aparte de obviar su vida personal, ya que estaba casada en terceras nupcias con un hombre veinte años más joven, lo cual fue un escándalo en su época al ser además viuda de un marqués.
Mantuvo una abundantísima correspondencia; en su siglo solo la supera el epistolario de Juan Valera. Se escribió con Juan Eugenio Hartzenbusch, con el que se puso en contacto para vender la biblioteca de su padre; estas y otras cartas las recogió y editó el hispanista Theodor Heinermann, quien se quejaba por cierto de que Cecilia era "la autora más mistificada de la historia literaria española". También sostuvo correspondencia con Rosalía de Castro, a la que le unió una gran amistad que, sin embargo, comenzó con reproches. La poeta gallega le había dedicado su libro Cantares pero Fernán Caballero, tras llamarla "ruiseñor de Galicia", le reprocha las acusaciones contra los castellanos y el uso de palabras en gallego que no entendía.

## Obra literaria
Tomó el pseudónimo de la población ciudadrealeña de Fernán Caballero. El motivo de su seudónimo según ella es: «Gustóme ese nombre por su sabor antiguo y caballeresco, y sin titubear un momento lo envié a Madrid, trocando para el público, modestas faldas de Cecilia por los castizos calzones de Fernán Caballero». Influyó en ella o bien que al ser lugar por el que pasara le gustara la resonancia del nombre o porque conociera un crimen pasional que tuvo amplio eco en la prensa del momento.
Fernán Caballero en un principio no sentía aprecio por sus obras, a las que consideraba un mero ejercicio de las lenguas que conocía; se habían publicado contra su voluntad. Esto, al menos, relata el padre Coloma en sus Recuerdos de la autora. Ello no le impidió dar sus ideas de qué tipo de novela es preferible, decantándose por la novela de costumbres con los siguientes elementos: «usos, dichos, cuentos, creencias, chistes, refranes». La novela debía ser útil, después agradable. Para Blanca de los Ríos supuso «el primer intento de folklorismo o demopedia en España». Estas novelas tenían un carácter eminentemente didáctico, preconizando una férrea moral y alabando la vida pobre pero honrada del pueblo andaluz. Concebía sus novelas como documentos que reflejaban fielmente la vida cotidiana. Para ella la trama era el marco porque lo interesante era el ambiente. Esto se refleja también en los personajes, que no tienen una evolución o desarrollo sino que son prototipos.
Este afán de adoctrinamiento moral fue duramente criticado ya en vida de la autora y sus obras levantaron una gran polémica que respondía a posturas ideológicas y no literarias, reflejo de la situación de división en la sociedad española.
Según subraya Xavier Andreu Miralles, Fernán Caballero asumió también un nuevo modelo de feminidad, inspirado en las tradiciones del catolicismo hispano, «que no pasa por un mero retorno al Antiguo Régimen, a una mujer religiosa sometida al marido, recluida en su casa y apartada del mundo, bien al contrario se adapta a las nuevas realidades de la mujer doméstica introducidas en Europa tras las revoluciones liberales». De este modo, las mujeres adquirían un papel activo en la regeneración católica y nacional. En sus planteamientos está presente la influencia de autores del catolicismo postrevolucionario como Jaime Balmes o, incluso, Juan Donoso Cortés. Este proyecto pasaba por la recuperación de los valores cristianos en línea con el espiritualismo católico y frente a las tendencias materialistas de la época.
En cualquier caso, el papel de su obra en la narrativa hispánica es clave, pues ha sido considerada como una de las impulsoras de la renovación de la novela española de mediados del siglo XIX, que eclosionará en el realismo y naturalismo de las décadas posteriores. Sus obras engarzan escenas de tono costumbrista y popular a través de un hilo conductor de base romántica, que poetiza la realidad de forma moralizante. Escritores posteriores como Antonio de Trueba, Luis Coloma o Benito Pérez Galdós reconocieron sus aportaciones.
La gaviota fue escrita en francés, traducida al castellano por el editor José Joaquín de Mora y publicada en entregas por El Heraldo. En una carta dirigida a él, le reprocha que hubiera incluido también el prólogo que estaba dedicado a lectores extranjeros. En este prólogo expone su intención de ofrecer otra imagen de la mujer española, diferente a la del Romanticismo europeo, en la que se identificaba a esta como sensual, independiente y pasional; es decir, lo contrario a una esposa y madre abnegada. España no solo era el tópico de toreros y gitanas; los campesinos, los nobles eran en esencia modestos y virtuosos. La novela está estructurada en dos partes, en una muestra la vida sencilla y virtuosa de los habitantes de una aldea y en la otra la vida ya de Sevilla abierta en parte a las costumbres extranjeras, pese a la dignidad de la aristocracia local. Su personaje principal, Marisalada, es el prototipo de mujer española pasional, independiente y egoísta que terminará viviendo una mísera vida. La moraleja es clara, ya que había renunciado a su femineidad al ser orgullosa y mala esposa. Parece claro el influjo de la Carmen de Mérimée, que había creado un mito universal. En ella pone de manifiesto también su profundo rechazo a las corridas de toros en cuanto significaban maltrato a los animales. En muchas obras criticó esta costumbre española.
Clemencia (1852) será su obra más ambiciosa, que quiso publicar en un volumen. En ella plantea su ideal de mujer española: modesta, virtuosa y que, instruida, sepa controlar sus pasiones. Y, por supuesto, religiosa. De este modo sería no solo buena esposa sino también buena madre. Defiende la necesidad de la instrucción de la mujer para defenderse de las tentaciones del mundo. Esta instrucción estaría acompañada de la lectura, que le parecía fundamental a la autora, como demuestra al incluir cuentos para niños enteros en sus novelas. Además los personajes que leen son los más buenos y virtuosos.
Fernán Caballero utiliza el lenguaje como elemento diferenciador de los personajes: el pueblo usará continuamente refranes, expresiones coloquiales, dichos, cuentos, coplas mientras que la aristocracia, el otro gran grupo que quiere representar, usará neologismos y, sobre todo, galicismos puestos de moda en esa época. En su universo existe una evidente confrontación entre lo noble que surge de lo más profundo del pueblo español y lo que viene a enturbiarlo, ya sea extranjero y sus modas o el incipiente capitalismo.
Publica sus novelas en un momento en que hay un auge de autoras pero rápidamente este éxito será relegado por la llegada de autores realistas que tendrán un mayor reconocimiento por su «superioridad» intelectual. Para no sufrir el desdén a su autoría por ser mujer, se ocultará tras un seudónimo masculino. No querrá ser vinculada a sus contemporáneas.

## Listado de sus obras
- La gaviota. (1849) — Novela costumbrista, calificada por la crítica de prerrealista
- La Familia de Alvareda (1849)
- La hija del Sol (1851)
- La flor de las ruinas
- Callar en vida y perdonar en muerte
- Cuadros de costumbres populares andaluzas. Sevilla: Española y Extranjera de José Mª Geofrin (1852)
- Lucas García (1852)
- A lo lejos del río sur (1863)
- Te gusta la toronja (1853)
- Clemencia. Madrid: Mellado (1852)
- Lágrimas. Sevilla: Española y Extranjera de José Mª Geofrin (1853)
- La estrella de Vandalia. Madrid: A. Andrés Babi (1855) — Novela autobiográfica
- Mi abuelo Teodoro y El Secreto del Loro. Madrid: (1857)
- Un servilón y un liberalito, o Tres almas de Dios. (1857)
- Relaciones. (1857) - Recopilación de cuentos y poesías populares.
- Cuentos y poesías populares andaluzas. Sevilla: La Revista Mercantil. (1859)
- Una en Otra. Con mal o con bien. Á los tuyos te ten. (1861) - Novela costumbrista
- Vulgaridad y nobleza: cuadro de costumbres populares.[20] (1861)
- Matrimonio bien avenido, la mujer junto al marido.[21] (1863)
- Promesa de un soldado a la Virgen del Carmen.[22] Madrid: (1863)
- El ex-voto.[23] Madrid: (1863)
- El Alcázar de Sevilla.[24] Madrid: (1863)
- Un Verano en Bornos. (1864)
- Cuentos, oraciones, adivinanzas y refranes populares. Madrid: T. Fortanet (1877)
- La estrella de Vandalia; ¡Pobre dolores![25] (1880)
- Pobres y ricos (1890)
- Cuentos de encantamiento infantiles. Cuentos infantiles. Madrid: Revista de Archivos (1911)
- El refranero del campo y poesías populares. Madrid: Revista de Archivos (1914)
- Cuentos, adivinanzas y refranes populares, recopilación (1921)